# Franciszek Kaczmarek (burmistrz)
Franciszek Kaczmarek (ur. 31 października 1894 w Łodzi, zm. 1974) – polski działacz niepodległościowy i samorządowy, podporucznik piechoty pospolitego ruszenia Wojska Polskiego, burmistrz Kłodawy w latach 1935–1939. 

## Życiorys
Urodził się 31 października 1894 w Łodzi, w rodzinie Andrzeja i Marii z Maślaków.
W składzie 66 Pułku Piechoty brał udział w wojnie polsko-bolszewickiej. Jako oficer został przeniesiony do 20 Pułku Piechoty, a następnie zdemobilizowany. W 1934, jako oficer pospolitego ruszenia pozostawał w ewidencji Powiatowej Komendy Uzupełnień Łódź Miasto II. Posiadał przydział do Oficerskiej Kadry Okręgowej Nr IV. Był wówczas „przewidziany do użycia w czasie wojny”.
Od początku lat 30. pracował w samorządzie w powiecie kolskim, m.in. w Sompolnie, a od 1935 w Kłodawie, gdzie został burmistrzem i funkcję tę pełnił do wybuchu II wojny światowej. Był działaczem BBWR. Po wybuchu wojny wraz z rodziną opuścił Kłodawę i powrócił do rodzinnej Łodzi, gdzie ukrywał się pod przybranym nazwiskiem „Stanisław Zakrzewski”. Należał do współorganizatorów Związku Walki Zbrojnej i Armii Krajowej na terenie Łodzi i województwa łódzkiego, organizacyjnie związany był z I Oddziałem Okręgu Łódź Armii Krajowej. W październiku 1944 roku został aresztowany przez Gestapo, 18 stycznia 1945 roku uciekł z „transportu śmierci”.
Po 1945 roku zaangażował się w działalność konspiracji antykomunistycznej, w 1952 roku dołączył do Tajnej Organizacji Wojskowej, gdzie został członkiem komendy głównej. 24 lutego 1955 roku został aresztowany, a proces kierownictwa TOW – komendanta Bolesława Kwiatkowskiego, szefa komendy Jana Bożka i Franciszka Kaczmarka odbył się przed Sądem Wojewódzkim dla m. st. Warszawy. 22 września 1955 roku Kaczmarek został skazany na 5 lat więzienia oraz utratę praw publicznych i obywatelskich praw honorowych na 5 lat. Decyzją z 30 stycznia 1956 roku wyrok ten podtrzymał Sąd Najwyższy.
Następnie został osadzony w Centralnym Więzieniu nr 1 w Warszawie. Na mocy amnestii więzienie opuścił 5 maja 1956 roku.

## Odznaczenia
- Krzyż Niepodległości – 27 czerwca 1938 „za pracę w dziele odzyskania niepodległości”[6][2], zamiast uprzednio (24 maja 1932) nadanego Medalu Niepodległości[7][1][8]
- Krzyż Walecznych[2]